# Calle Esmeralda
La calle Esmeralda es una vía urbana ubicada en el centro de la ciudad de Santiago, Chile, que une la calle Santo Domingo con la calle 21 de Mayo.

## Historia

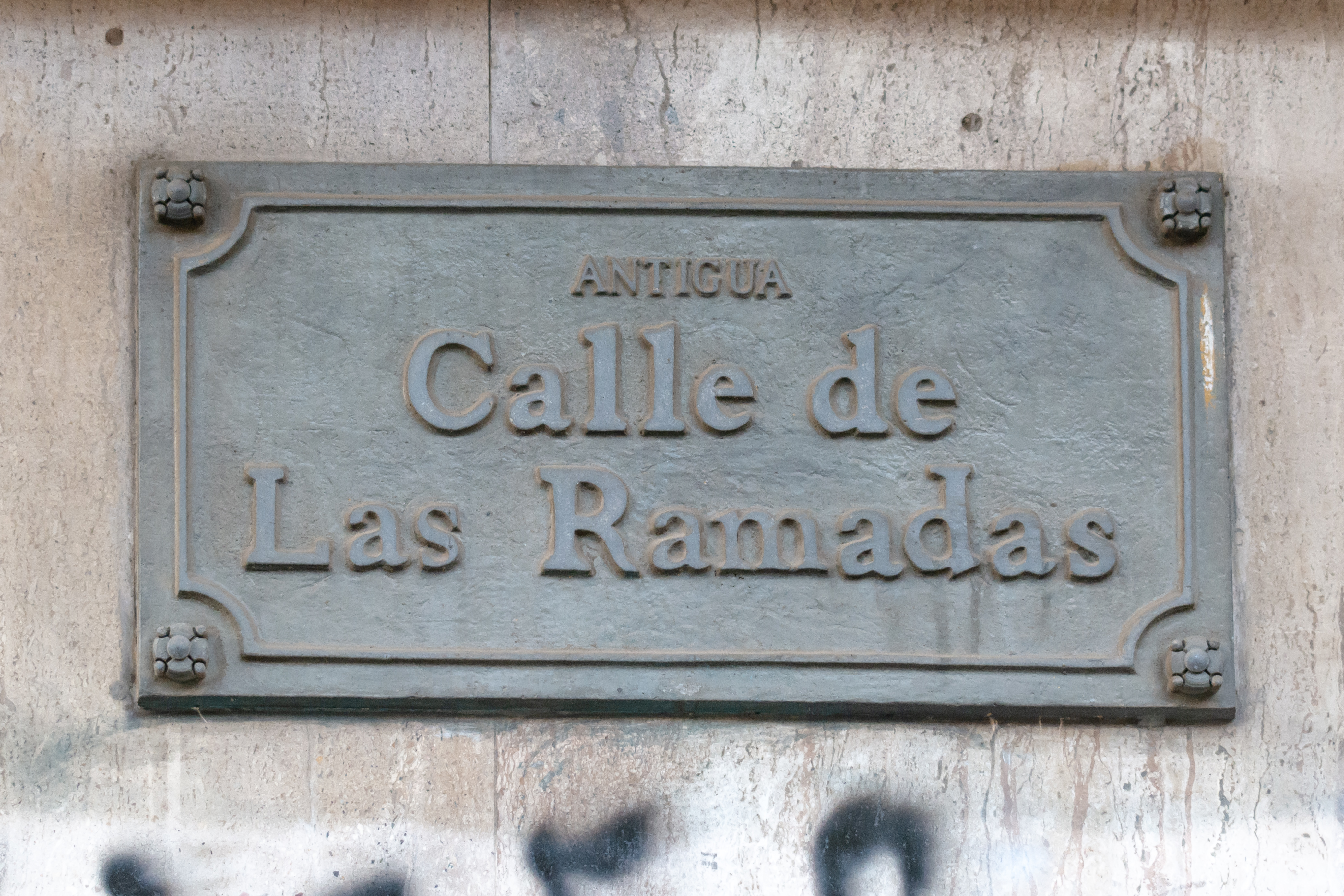
Placa con la denominación de calle de las Ramadas.

Esta calle nació en el sector del antiguo basural del borde del río Mapocho en el siglo xviii, luego de la habilitación de los Tajamares, ya que antes era zona inundable. Era en sus comienzos un callejón sucio, abierto al norte por todo su largo, donde se comenzaron a concentrar quintas y ramadas, reemplazadas luego por chinganas, en lo que fue el primer barrio de entretenciones de la ciudad, por lo que su primer nombre fue «calle de las Ramadas».
Tiempo después, a la calle llegaron a construir sus viviendas varios comerciantes, de las que sobrevive la denominada Posada del Corregidor. Frente a este inmueble se ubica una plazuela que tiene su origen en la bajada sur de un puente de madera que conectaba la ciudad con la Recoleta Franciscana, en el barrio La Chimba. En el extremo poniente de la vía, en los terrenos del antiguo basural, en 1872 el intendente Benjamín Vicuña Mackenna inauguró el edificio del Mercado Central de Santiago.
Luego del combate naval de Iquique, el 21 de mayo de 1879 en el marco de la guerra del Pacífico, la calle tomó el nombre de la corbeta Esmeralda.